# Clement F. Robinson
Clement F. Robinson (* 27. März 1882 in Brunswick, Maine; † 13. Dezember 1964 ebenda) war ein US-amerikanischer Anwalt und Politiker, der von 1929 bis 1932 Maine Attorney General war.

## Leben
Clement Franklin Robinson wurde als Sohn von Franklin Clement Robinson und Ella Maria Tucker in Brunswick geboren. Sein Vater war von 1874 bis zu seinem Tode im Jahr 1910 Professor am Bowdoin College. Er besuchte die örtlichen Schulen und studierte am Bowdoin College, welches er im Jahr 1903 mit der Note Summa cum laude beendete. Anschließend studierte er an der Harvard Law School. Dort erwarb er im Jahr 1906 den Bachelor of Laws. Bereits im Jahr 1905 erhielt er die Zulassung als Anwalt und arbeitete ein Jahr bei Tyler & Young in Boston.
Danach arbeitete er als Clerk für die Maine Tax Commission. Im Jahr 1909 eröffnete er gemeinsam mit seinem Bruder Arthur Robinson eine Anwaltskanzlei in Portland, Maine. Robinson war Mitglied der Republikanischen Partei. Er war von 1918 bis 1924 Assistant County Attorney des Cumberland Countys und später dann County Attorney. Im Jahr 1924 wurde er zum Deputy Attorney General von Maine ernannt. Diese Tätigkeit über er sieben Monate aus. Er wurde im Jahr 1928 zum Maine Attorney General gewählt und übte dieses Amt von 1929 bis 1932 aus. Zusätzlich war er von 1931 bis 1932 Präsident der National Association of Attorneys Generals. Er gehörte der American Bar Association und dort dem Board of Governors an sowie der Maine State Bar Association.
Robinson war Mitglied in verschiedenen Ausschüssen und Vereinigungen. Er war Partner der Kanzlei Robinson und Richardson, Direktor der First Pobawacortland National Bank und der Brunswick Savings and Loan Association, sowie von J.E. Goodall & Co. Von 1926 bis 1932 war er Vorsitzender des Republikanischen Komitees des Cumberland Countys. Dem Board of Overseers des Bowdoin Colleges gehörte er seit 1926 an, war Vizepräsident dieses Gremiums von 1934 bis 1943 und danach Präsident des Boards. Er war Trustee des Maine Home for Boys, des New England Conservatory of Music und der Maine Historical Society. Robinson war Vizepräsident der Pejepscot Historical Society und Diakon der First Parish Church in Brunswick und mehrere Jahre Moderator der Versammlungen der Gemeinde. Er war von 1946 bis 1949 Trustee der Universalist Church von Maine und gehörte der National Amateur Press Association, dem Rotary Club von Brunswick, dem Harvard Club in Boston und Maine, dem Cumberland Club und dem Town and College Club in Brunswick an.
Clement F. Robinson veröffentlichte historische Artikel und Geschichten in Zeitungen, zudem publizierte er zu Rechtsthemen. Er war Präsident der Gruppe The Fossils, einer Vereinigung von Amateur-Schriftstellern. Zu seinen Veröffentlichungen gehören: The Professor, 1941; Second Mowing, 1943; Another Mowing, 1944.
Verheiratet war Clement F. Robinson seit 1908 mit Myrta Booker. Aus dieser Ehe stammt eine Tochter. Er starb am 13. Dezember 1964 in Brunswick. Sein Grab befindet sich auf dem Pine Grove Cemetery in Brunswick, Maine.